# إينمركر وملك أراتا

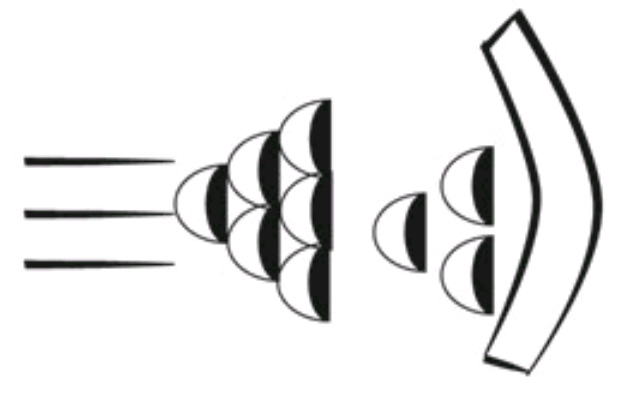
إينمركر وملك أراتا

إينمركر وملك أراتا هو نص أدبي سومري يعود اللوح الذي كتب فيه إلى القرن الحادي والعشرين ق.م، وهو نص من سلسلة نصوص تتكلم عن العلاقات بين ملك أوروك وهو إينمركر وملك أراتا غير المعروف.
يعتبر هذا النص من أقدم النصوص الملحمية في تاريخ البشرية. الأحداث في بداية النص، يتم توفير الخلفية التالية: "في تلك الأيام من العصور، عندما تم تحديد المصير، سمح الأمراء العظماء في معبد إِأَنا لرفع رأسه عالية. الكثير، والفيضانات الكارب والأمطار التي بعد ذلك تم رفع الشعير المرقط في أوروك، وقبل أن تصبح أرض دلمون موجودة، كان مؤسسًا بشكل جيد.
إِأَنا كان معبدًا في أوروك بني تكريمًا للإلهة إنانا، «سيدة جميع الأراضي» - بالمثل، توج رب أراتا نفسه باسم إنانا، لكنها لا تجد هذا ممتعًا مثل معبدها في أوروك.
إينمركر، وبالتالي «اختارت إنانا في قلبها المقدس من الجبل المشرق»، ثم تطلب من إنانا أن تسمح له بإخضاع أراتا وجعل الناس من أراتا يقدمون تحية للمعادن الثمينة والأحجار الكريمة، لبناء معبد أبزو السامي لإنكي في إريدو، وكذلك لتزيين لها إِأَنا حرم في أوروك. وبناءً على ذلك، ينصح إنانا إينمركر بإيفاد نبش عبر جبال سوسين وأنشان إلى سيد أراتا، للمطالبة بتقديمه وتقديره.